# Кальдерон, Альберто
Альберто Педро Кальдерон (исп. Alberto Pedro Calderón; 14 сентября 1920 — 16 апреля 1998) — аргентинский математик, лауреат престижных международных премий.
Член Национальной академии наук США (1968).

## Биография
Родился в 1920 году в Мендосе. Заинтересовался математикой ещё будучи школьником, однако отец хотя и поощрял его занятия, но убедил его, что этим трудно будет заработать на жизнь, и поэтому, поступив в Университет Буэнос-Айреса, Альберто Кальдерон выучился по специальности «Гражданское строительство». Окончив университет в 1947 году, он получил работу в научно-исследовательской лаборатории геофизического подразделения государственной нефтедобывающей компании YPF.
Работая в YPF, Кальдерон продолжал поддерживать связи со знакомыми по университету математиками — в частности, с Луисом Сантало. В 1948 году в Буэнос-Айрес приехал Антони Зигмунд из Чикагского университета, который, познакомившись с Кальдероном, предложил ему работать вместе. В 1949 году Кальдерон приехал в Чикаго по стипендии Фонда Рокфеллера. Маршалл Стоун побудил его получить учёную степень, и оформив три незадолго до этого опубликованные статьи в диссертацию Кальдерон получил в 1950 году степень Ph.D. по математике.
Впоследствии Кальдерон преподавал во многих университетах Аргентины, США и Испании, оказав большое влияние на развитие математики в этих странах.

## Избранные труды
1. Calderón, A. P.; Zygmund, A. (1952), On the existence of certain singular integrals, Acta Mathematica, 88 (1): 85–139, doi:10.1007/BF02392130, ISSN 0001-5962, MR 0052553, Zbl 0047.10201. This is one of the key papers on singular integral operators.
2. Calderón, A. P. Uniqueness in the Cauchy Problem for Partial Differential Equations (англ.) // American Journal of Mathematics : journal. — 1958. — Vol. 80. — P. 16. — doi:10.2307/2372819. — JSTOR 2372819.
3. Calderón, A. P. (1963): "Boundary value problems for elliptic equations", Outlines for the Joint Soviet - American Symposium on Partial Differential Equations, Novosibirsk, pp. 303–304.
4. Calderón, A. P. Cauchy integrals on Lipschitz curves and related operators (англ.) // Proceedings of the National Academy of Sciences of the United States of America : journal. — 1977. — Vol. 74, no. 4. — P. 1324—1327. — doi:10.1073/pnas.74.4.1324. — PMID 16578748. — PMC 430741.
5. Calderón, A. P. (1980): "Commutators, Singular Integrals on Lipschitz curves and Applications", Proc. Internat. Congress of Math. 1978, Helsinki, pp. 85–96.
6. Calderón, A. P. Intermediate spaces and interpolation, the complex Method (англ.) // Studia Mathematica : journal. — 1964. — Vol. 24. — P. 113—190.
7. Calderón, A. P. Ergodic Theory and Translation-Invariant Operators (англ.) // Proceedings of the National Academy of Sciences of the United States of America : journal. — 1968. — Vol. 59, no. 2. — P. 349—353. — doi:10.1073/pnas.59.2.349. — PMID 16591604. — PMC 224676.
8. Calderón, A. P. On an inverse boundary value problem (неопр.) // Seminar on Numerical Analysis and its Applications to Continuum Physics, Atas 12. — Río de Janeiro: Sociedade Brasileira de Matematica, 1980. — С. 67—73. — ISSN 0101-8205.

## Семья
Его сын, Каликсто Педро Кальдерон (исп. Calixto Pedro Calderón), так же стал талантливым математиком.